# انابد (آذربایجان)
انابد (به لاتین: Anabad) یک منطقهٔ مسکونی در جمهوری آذربایجان است که در جمهوری خودمختار نخجوان واقع شده‌است. اناباد ۲۱۳ نفر جمعیت دارد.